# Kakashi Hatake
Kakashi Hatake (jap. はたけ カカシ Hatake Kakashi) – fikcyjna pierwszoplanowa postać występująca w mandze i anime Naruto autorstwa Masashiego Kishimoto.
Kakashi jest liderem i nauczycielem siódmej drużyny, do której należą główne postacie serii: Sasuke Uchiha, Sakura Haruno i Naruto Uzumaki. Początkowo jest przedstawiana jako zdystansowana i apatyczna postać, ale wraz z rozwojem akcji jego lojalność wobec przyjaciół i studentów ujawnia się z większą siłą. Przeszłość tego bohatera jest szeroko odkrywana w czasie trwania serii. Kakashi pojawia się w kilku częściach cyklu Naruto: w trzech filmach, wszystkich OVA i kilku grach komputerowych.
Autor planował przedstawić postać Kakashiego tytułowemu Naruto Uzumaki na początku fabuły, ale opóźnił to spotkanie, by członkowie drużyny Naruto mogli się bardziej rozwinąć.
W wielu publikacjach poświęconych mandze i anime chwalono lub krytykowano tę postać. Pomimo że zauważono pewne podobieństwa do postaci z gatunku shōnen, dwoistość natury Kakashiego, jego apatia i powaga zostały pozytywnie odebrane. Popularność postaci została zauważona przez krytyków. T.H.E.M. Anime Reviews skomentowało, że seria mogłaby zostać po prostu przemianowana na „Kakashi”. Bohater zdobył dużą popularność wśród czytelników Naruto plasując się na wysokich miejscach w kilku rankingach popularności. Sprzedawano także kilka przedmiotów, bazując na popularności postaci, w tym breloki do kluczy i pluszowe maskotki.

## Stworzenie i rozwój koncepcji postaci
Masashi Kishimoto początkowo planował, że Kakashi zadebiutuje w drugim rozdziale mangi Naruto, przed innymi członkami siódmej drużyny. Postać ta została zaplanowana jako wyluzowany, nieprzejmujący się niczym ninja, który kończy swoje wypowiedzi grzecznym degozaru (jap. でござる) w japońskiej wersji serii. Po rozmowie ze swoim wydawcą autor zmienił moment jego debiutu, co pozwoliło mu na dopracowanie postaci ninja i reszty siódmej drużyny. Pomimo tego Kakashi zachował większość swoich początkowych cech, jest spokojny i wygląda na wpół śpiącego. Kishimoto uznał, że to sprawi, iż Kakashi będzie interesującym liderem potrafiącym zintegrować różniących się członków siódmej drużyny. Na promocyjnych ilustracjach jest on rzadko prezentowany samotnie, ponieważ pełni rolę pośrednika pomiędzy innymi postaciami serii. W zamian pojawia się w tle, gdy jego podopieczni prezentowani są na pierwszym planie.
W czasie wybierania imienia dla postaci Kishimoto rozważał wiele propozycji: Kuwa (jap. クワ motyka), Kama (jap. カマ  sierp), Botan (jap. ボタン piwonia), Enoki (jap. エノキ japońska roślina z rodziny konopiowatych – Celtis sinensis Pers. var. japonica) oraz Kakashi (カカシ, strach na wróble). W końcu zdecydował się na to ostatnie i jest z tego wyboru zadowolony po dziś dzień. W ramach skojarzenia z imieniem, strachy na wróble są czasem używane do reprezentowania Kakashiego, na przykład Naruto używa strachów ubranych jak Kakashi w czasie treningu przed walką pomiędzy nimi. Strachy pojawiają się kilka razy w tle scen, w których pojawia się Kakashi, a także na okładce trzeciego tomu mangi Naruto.

## Opis postaci

### Życiorys
Losy bohatera są nieznane przez pierwszą część serii. Czytelnik nie dowiaduje się żadnych detali na temat jego życia do czasu Kakashi Gaiden (jap. カカシ外伝), zamieszczonego w 27 tomie mangi, który przedziela część pierwszą i drugą mangi.
W młodości Kakashiego jego ojciec, Sakumo Hatake, ninja czczony w Konoha, porzucił misję ważną dla wioski, by ocalić życie swoich kolegów z drużyny. Stracił szacunek ze strony mieszkańców, a nawet tych, których uratował, ponieważ wioska ucierpiała w wyniku reperkusji. Popełnił samobójstwo. Chcąc uniknąć hańby ojca Kakashi przyjął filozofię stanowiącą, że sukces misji jest zawsze na pierwszym miejscu, przez co stał się ponury i zasadniczy. W dzieciństwie Kakashi rywalizował z dwoma kolegami z klasy – Might Guyem oraz Obito Uchihą. Ukończył Akademię w wieku 5 lat. Trafił do jednej drużyny wraz z Obito i podkochującą się w nim Rin Noharą. Rok później awansował do rangi chūnina, zaś w wieku 13 lat mianowano go jōninem.
W dzień awansu na jonina Kakashi został przydzielony przez Minato do przewodzenia misji mającej na celu zmianę losów trwającej wojny na korzyść Konoha. Gdy Rin zostaje pojmana przez wrogich ninja, Kakashi chce zostawić ją w rękach wroga i wykonać misję. Obito sprzeciwia się, twierdząc, że ten, który porzuca swoich przyjaciół, jest gorszy niż śmieć, a ojciec Kakashiego dobrze postąpił, ratując swoich przyjaciół. Poruszony przez słowa Obito, Kakashi dołącza do niego pomimo utraty lewego oka. Po znalezieniu Rin, wróg głazem miażdży prawą część ciała Obito. Gdy naokoło nich jaskinia zaczyna się zapadać, a Obito nie może się uwolnić, zmusza swoich przyjaciół do ratowania się ucieczką. Przed odejściem Obito postanawia przekazać Kakashiemu Sharingana, który zostaje wszczepiony przez Rin w miejsce wcześniej straconego podczas potyczki lewego oka. Z nowym okiem Kakashi wraz z Rin uciekają z walącej się jaskini, kończąc misję i opłakując śmierć Obito. Podczas tego samego konfliktu w innych okolicznościach Rin zostaje porwana przez shinobi z Kirigakure aby posłużyła im jako nowy jinchūriki dla Trójogoniastego, który przebudzi się gdy wróci ona do Konohy. Rin podczas ucieczki jest ścigana przez oddział ANBU Kirigakure i gdy napotyka na swojej drodze Kakashiego prosi go o zabicie jej w ochronie wioski, czego on odmawia. Kiedy Kakashi aktywuje Chidori podczas walki z wrogimi ninja Rin przeszkodziła mu w ataku i nabiła się na jego rękę, co spowodowało jej śmierć. Kakashi pada ze łzami w oczach i przeżywa szok po utracie obydwojga przyjaciół z drużyny.
Wkrótce po wojnie Minato zostaje wybrany na Czwartego Hokage, zaś Kakashiego czyni swoją prawą ręką. Sądząc, że w ten sposób pomoże chłopakowi wyleczyć rany po stracie Obito i Rin, przydziela go do ANBU, gdzie z czasem Kakashi staje się dowódcą oddziału Ro. Po wielu latach służby do jego oddziału dołączają Tenzō – chłopak będący członkiem specjalnego oddziału ANBU o nazwie Korzeń oraz Itachi Uchiha. Kakashi wykonując wiele misji polegających na zabijaniu innych stawał się coraz bardziej bezwzględny i pogrążony w ciemnościach. Ostatecznie Trzeci Hokage na prośbę zaniepokojonego Guya oddelegowuje Kakashiego z ANBU i czyni go zwykłym jōninem-opiekunem.

### Osobowość
Śmierć Obito bardzo zmieniła Kakashiego. Przejął wiele jego cech i poglądów. Najczęściej powracającym jest jego pomysł na pracę zespołową: gdy po raz pierwszy stworzył siódmą drużynę, Kakashi oceniał ich zdolności w ramach testu z dzwonkami, w trakcie którego trójka musiała zebrać dwa dzwonki, które trzymał. Jedynie pracując zespołowo, mogli przejść tę próbę. Kakashi rozwija swoją filozofię w czasie Części Pierwszej, kładąc szczególny nacisk na Sasuke, którego wzrastające siły powodują, że powoli obraca się przeciw przyjaciołom i kolegom. Pomimo tego, że Kakashi często przypomina Sasuke o ważności pracy zespołowej i próbuje pokazać mu jak siła może wynikać z przyjaźni, nauki mistrza do niego nie docierają.
Kakashi oddziela swoje życie prywatne od współpracy ze studentami, mówiąc, że ma kilka hobby i marzeń, które nie są ich sprawą. Mówi także, że wszystkie ważne dla niego osoby nie żyją. Spędza dużo czasu przy pomniku z wyrytym nazwiskiem Obito. Przebywając tam, ma skłonność do tracenia poczucia czasu, w wyniku czego często spóźnia się na spotkania (jest to kolejna cecha przejęta od Obito). Kakashi stale zakrywa dolną część twarzy. W czasie 101 odcinka anime, odcinka typu omake poświęconego wysiłkom siódmej drużyny mającym na celu zdjęcie maski Kakashiego, pada stwierdzenie, że jest całkiem przystojny po tym, jak dwóch pracowników sklepu Ichiraku (mężczyzna i kobieta) na krótko widziało go, gdy zdjął swoją maskę, by zjeść ramen. W innym omake, dołączonym do trzeciego databooka Naruto jego własne stado psów walczy, próbując sobie przypomnieć jak wygląda: każdy pamięta go jako osobę o zupełnie innej twarzy, a po tym, gdy w końcu zgadzają się odnośnie do jego wyglądu, zdają sobie sprawę, że ich opis jest całkowicie błędny.
Jedynym hobby, którego Kakashi nie próbuje ukryć przed swoimi studentami, jest jego słabość do Eldorado Flirtujących (jap. イチャイチャパラダイス Icha Icha Paradaisu) – serii powieści erotycznych. Książki opisujące doświadczenia miłosne autora Jiraiyi są bestsellerem w świecie Naruto. Pytany o szczegóły fabuły książek Masashi Kishimoto wyjaśnił, że grupa docelowa Naruto nie jest wystarczająco dorosła, by wyjaśniać szczegóły fabuły książek. Kakashi zwykle czyta jedną z książek w czasie wydarzeń nie wymagających jego zupełnej uwagi, takich jak wczesne rozmowy i sesje treningowe z siódmą drużyną. Naruto ma okazję użyć przywiązania Kakashiego do książek przeciwko niemu: grozi, że zdradzi mu zakończenie ostatniego odcinka serii, zmuszając nauczyciela, chcącego uniknąć poznania fabuły, do zamknięcia oczu i zakrycia uszu, czyniąc go w tym czasie bezbronnym.

## Zdolności

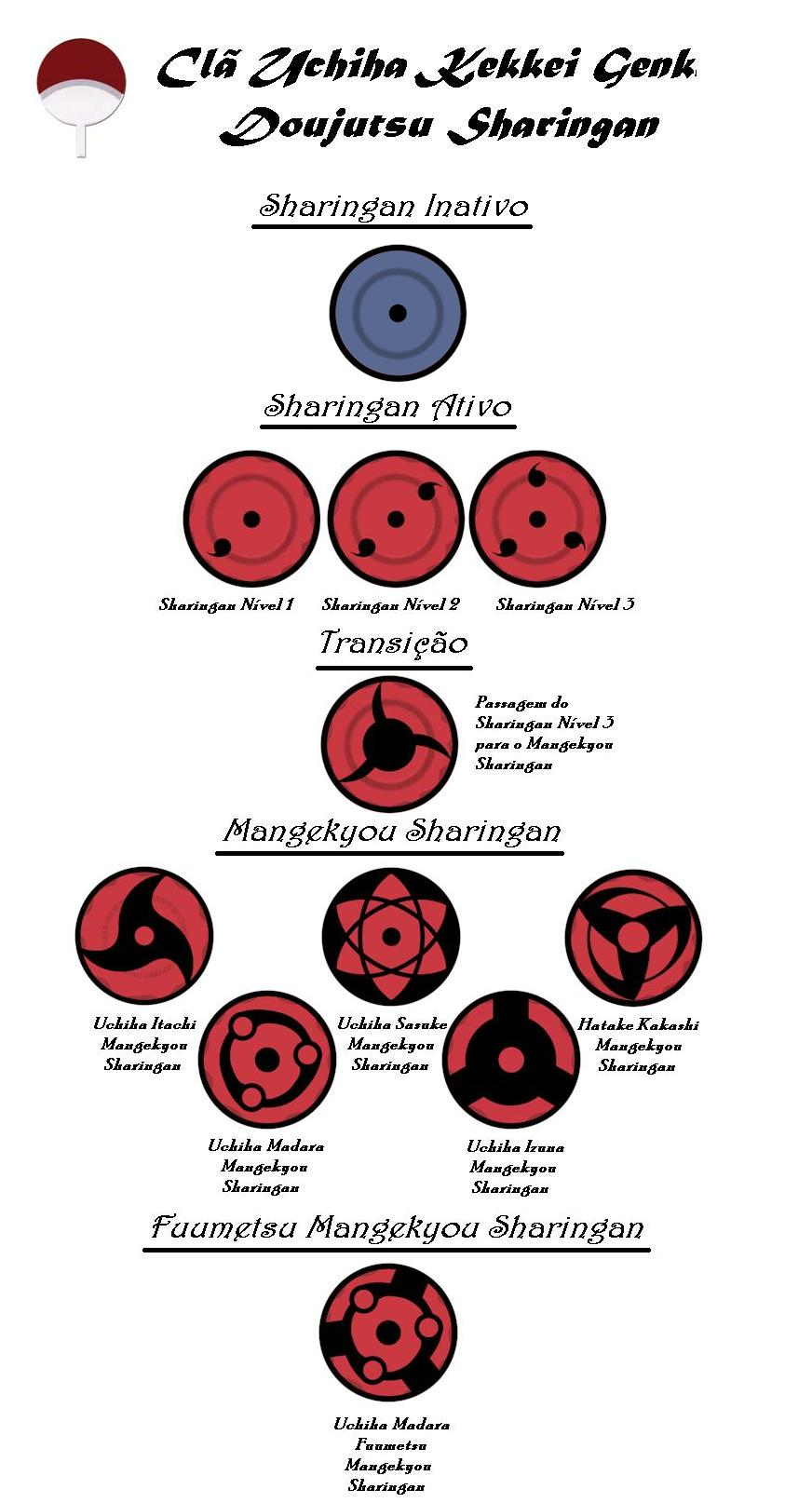
Sharingany występujące w uniwersum Naruto

Sharingan otrzymany od Obito jest głównym elementem sławy Kakashiego w świecie Naruto. Umożliwia mu naśladowanie ruchów oponenta i jego umiejętności. Sharingan daje mu możliwość przewidzenia ataków i ruchów wroga, pozwalając na wykorzystanie umiejętności przeciwnika przeciw niemu samemu. Dzięki temu opanował ponad tysiąc różnych ataków, przez co otrzymał przydomek Copy Ninja Kakashi (jap. コピー忍者のカカシ Kopī Ninja no Kakashi). Sharingan nie jest jego naturalnym okiem, więc jest stale aktywny i szybko wyczerpuje energię. Gdy nie jest potrzebny, Kakashi zasłania swoje oko ochraniaczem na czoło, aby oszczędzać czakrę. Długotrwałe korzystanie z tego kekkei genkai powoduje ogromne wycieńczenie organizmu. W czasie II serii Kakashi ujawnił swój Mangekyō Sharingan. Z nim może wykonać technikę zwaną Kamui (jap. 神威; dosł. boski majestat), która wysyła każdy cel do innego wymiaru. Kakashi unika wykorzystywania tej zdolności poza sytuacjami, gdy jest to absolutnie niezbędne, gdyż w znacznym stopniu wycieńcza ona organizm.
Większość zdolności Kakashi nabył wraz z Sharinganem. Dwie rozwinął sam. Chidori (jap. 千鳥 dosł. Tysiąc Ptaków), zbiór błyskawic chakry pojawiających się w jednej dłoni, został stworzony przez niego w młodości. Przez gwałtowny atak na przeciwnika i pchnięcie Chidori w kierunku celu, może zabić większość przeciwników jednym atakiem. Bohater nie mógł efektywnie korzystać z tej techniki do momentu otrzymania Sharingana, ponieważ normalne oko w momencie ataku zaczyna widzieć tylko w sposób ograniczony (widzenie tunelowe) co powoduje, że wykonujący taki atak jest wrażliwy na kontratak. W II części prezentuje także inną umiejętność opartą na błyskawicach – jest to jego klon, który może pojawić się w jego miejscu i paraliżować wszystko, co wejdzie z nim w kontakt. Jego drugą unikatową zdolnością jest stado ośmiu psów ninja (jap. 忍犬 ninken), które może do siebie przywołać. Psy mają zdolność mówienia. Bohater używa ich głównie do śledzenia, wysyłając je, by kogoś wyśledziły i (jeżeli jest to konieczne) opóźniły do momentu jego przybycia. Z powodu swojej sprawności i obycia ze zdolnościami ninja Kakashi jest postrzegany jako oczywisty kandydat na pozycję Hokage, obrońcy Konoha, gdyby ta pozycja byłaby kiedykolwiek zwolniona.

## Obecność w innych mediach
Kakashi kilka razy wystąpił poza mangą i anime Naruto. Brał udział w trzech z pięciu pełnometrażowych filmów wydanych w ramach serii: w pierwszym filmie walczy z Nadare Rōga i później pokonuje go, w trzecim walczy z wynajętym ninja Ishidate. Nie dochodzi jednak do rozstrzygnięcia walki, gdyż żadnemu z nich nie udaje się pokonać rywala. Następnie w ramach pomocy drużynie służy do ściągnięcia uwagi żołnierzy ministra Shabadaba. W czwartym filmie Kakashi walczy przeciw dużej grupie kamiennych żołnierzy. Występuje także we wszystkich trzech OVA wyprodukowanych w ramach serii, pomagając Naruto i Konohamaru w poszukiwaniu Karmazynowej Czterolistnej Koniczyny w pierwszym OVA, dołączając do drużyny eskortującej ninja Shibuki do wioski w drugim OVA oraz uczestnicząc w turnieju w trzecim.
Postacią Kakashiego można grać w prawie wszystkich grach wideo ze świata Naruto w tym w seriach: Clash of Ninja i Ultimate Ninja. W niektórych grach może używać w walce swojego Sharingana, często jest możliwość wybrania postaci wyposażonej w Sharingana bądź z innymi umiejętnościami (albo w stroju ANBU). Naruto Shippūden: Gekitō Ninja Taisen EX jest pierwszą grą w której Kakashi występuje jako postać z II części serii, drugą taką grą jest Naruto Shippūden: Narutimate Accel.

## Odbiór postaci

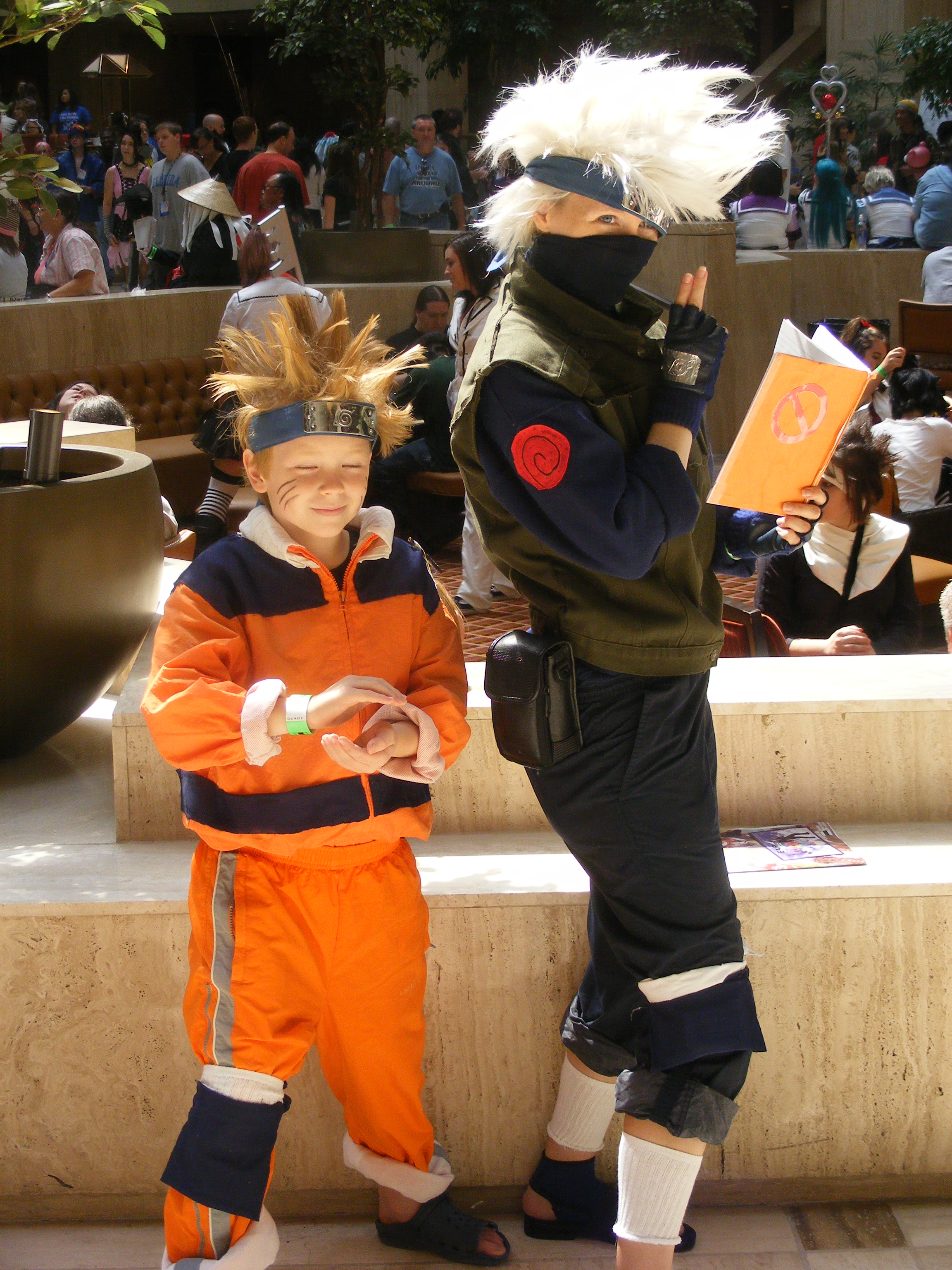
Cosplay, Kakashi po prawej

Kakashi znajduje się w pierwszej piątce postaci w każdym oficjalnym głosowaniu czasopisma Shūkan Shōnen Jump, zdobywając kilkakrotnie tytuł najpopularniejszej postaci. W najnowszym głosowaniu znajduje się na drugiej pozycji, pierwszą zajmuje Sasuke Uchiha. Po 2006 nie sporządzono oficjalnego rankingu. W wywiadzie Dave Wittenberg, który daje głos postaci w angielskiej wersji dubbingu, komentuje, że czuje podobieństwo do odgrywanej postaci odkąd ma tendencję do ciągłego korzystania tylko z jednego oka oraz denerwuje się, gdy ktoś przeszkadza mu w czasie lektury. Aktor dodaje także, że najbardziej podobają mu się w odgrywanej postaci jego relacje ze studentami, uważa go za bardzo miłą osobę. Postać Kakashiego jest także wykorzystywana w sprzedaży pluszowych maskotek, breloków do kluczy oraz limitowanej edycji figurek.
Autorzy publikacji ze świata mangi, anime i gier wideo oraz innych mediów chwalą bądź krytykują charakter Kakashiego. Na stronie IGN podkreśla się dwoistość natury Kakashiego: jest poważną osobą w walce i wycofany, beznamiętny w czasie kontaktów ze studentami. Recenzenci zgadzają się z twierdzeniem, że jest on jedną z najbardziej popularnych postaci w serii. Stwierdzają także, że Kakashi jest jedną z najchętniej przedstawianych postaci w czasie konkursów cosplay na konwentach anime. W Active Anime chwalą zdolności Kakashiego, zauważając że wpisuje się w schemat postaci ukrywających swoją przeszłość. W T.H.E.M. Anime Reviews krytycy drwią z Kakashiego jako stereotypowego człowieka zagadki często prezentowanego w mangach z rodzaju shōnen, ale jednocześnie chwalą jego interesującą osobowość, ciekawszą niż trzech głównych bohaterów i uważają, że w rzeczywistości seria mogłaby po prostu zostać przemianowana na „Kakashi”. W czasie przyznawania nagród Anime Awards 2006 przez About.com Kakashi zdobył nagrodę w kategorii Najlepsza męska postać drugoplanowa (ang. Best Supporting Male Character).